# InterCity (Belgique)
Ne doit pas être confondu avec Anciennes relations InterCity en Belgique.
 (février 2023).
La mise en forme du texte ne suit pas les recommandations de Wikipédia : il faut le « wikifier ».
Les points d'amélioration suivants sont les cas les plus fréquents. Le détail des points à revoir est peut-être précisé sur la page de discussion.
- Les titres sont pré-formatés par le logiciel. Ils ne sont ni en capitales, ni en gras.
- Le texte ne doit pas être écrit en capitales (les noms de famille non plus), ni en gras, ni en italique, ni en « petit »…
- Le gras n'est utilisé que pour surligner le titre de l'article dans l'introduction, une seule fois.
- L'italique est rarement utilisé : mots en langue étrangère, titres d'œuvres, noms de bateaux, etc.
- Les citations ne sont pas en italique mais en corps de texte normal. Elles sont entourées par des guillemets français : « et ».
- Les listes à puces sont à éviter, des paragraphes rédigés étant largement préférés. Les tableaux sont à réserver à la présentation de données structurées (résultats, etc.).
- Les appels de note de bas de page (petits chiffres en exposant, introduits par l'outil «  Source ») sont à placer entre la fin de phrase et le point final[comme ça].
- Les liens internes (vers d'autres articles de Wikipédia) sont à choisir avec parcimonie. Créez des liens vers des articles approfondissant le sujet. Les termes génériques sans rapport avec le sujet sont à éviter, ainsi que les répétitions de liens vers un même terme.
- Les liens externes sont à placer uniquement dans une section « Liens externes », à la fin de l'article. Ces liens sont à choisir avec parcimonie suivant les règles définies. Si un lien sert de source à l'article, son insertion dans le texte est à faire par les notes de bas de page.
- La présentation des références doit suivre les conventions bibliographiques. Il est recommandé d'utiliser les modèles {{Ouvrage}}, {{Chapitre}}, {{Article}}, {{Lien web}} et/ou {{Bibliographie}}. Le mode d'édition visuel peut mettre en forme automatiquement les références.
- Insérer une infobox (cadre d'informations à droite) n'est pas obligatoire pour parachever la mise en page.

Pour une aide détaillée, merci de consulter Aide:Wikification.
Si vous pensez que ces points ont été résolus, vous pouvez retirer ce bandeau et améliorer la mise en forme d'un autre article.
La SNCB, opérateur historique de chemin de fer en Belgique, organise son offre pour le transport des voyageurs depuis 1984 (plan IC-IR) selon le principe du cadencement (horaire ou bi-horaire).
Celui-ci prévoit plusieurs types de relations, dont les acronymes ont l'avantage d'être utilisables dans toutes les langues nationales :
- IC : les trains cadencés marquant un nombre restreint d'arrêts sont qualifiés d'InterCity. La terminologie antérieure était « train direct ». Vu la taille du pays, il est difficile de parler de « grandes lignes » comme en France ;
- IR : les trains cadencés marquant un nombre intermédiaire d'arrêts sont qualifiés d'InterRegio. La terminologie antérieure était « train semi-direct » ;
- L : les trains cadencés marquant l'arrêt à toutes les gares sont qualifiés de trains locaux, bien que le terme omnibus, utilisé précédemment, reste d'utilisation courante au sein de la société ;
- P : les trains non-cadencés venant renforcer l'offre aux heures de pointe. Selon les besoins, leur parcours est plus ou moins long, avec des arrêts plus ou moins fréquents ;
- T : les trains non-cadencés venant renforcer l'offre en période touristique.

Lors de l'entrée en vigueur de l'horaire de décembre 2014, les trains IC et IR sont regroupés sous le seul acronyme IC, actant le fait que de plus en plus de relations sont composées de tronçons avec des fréquences d'arrêt différentes (généralement, peu d'arrêts à proximité des grands centres urbains, mais des arrêts plus fréquents sur les sections terminales, ce qui évite aux voyageurs résidant dans ces zones de devoir changer de train en cours de route).

Les relations InterCity en Belgique sont :
| Relation     | Trajet | Série                | Matériel,                           | Matériel,          | Remarques |
| Relation     | Trajet | Série                | Semaine                             | Week-end           | Remarques |
| ------------ | --- | -------------------- | ----------------------------------- | ------------------ | --- |
| IC-01        | Ostende - Bruxelles-Midi - Liège-Guillemins - Eupen                                                                             | 5xx                  | M7, I11, I10, (I6)                  | M7, I11, I10, (I6) | Les IC 521, 522, 527 et 545 ont un parcours plus long via la Ligne 36 entre Louvain et Liège et davantage d'arrêts |
| IC-02        | Ostende - Bruges - Gand-Saint-Pierre - Saint-Nicolas - Anvers-Central                                                           | 18xx                 | AM08, AM80, M6                      | M6                 | |
| IC-03        | Genk - Landen - Louvain - Bruxelles-Midi - Gand - Bruges - Blankenberge                                                         | 15xx                 | M7Bmx+M6, (AM96)                    | M7Bmx+M6           | |
| IC-04        | Anvers-Central - Gand-Saint-Pierre - Courtrai (découplage) - Poperinge / Mouscron - Lille-Flandres                              | 7xx → - 7xx - 197xx  | AM96                                | AM96               | Une partie est dételée à Courtrai et continue vers Mouscron et Lille tandis que le reste continue vers Poperinge |
| IC-05        | Charleroi-Central - Nivelles - Bruxelles-Midi - Malines - Anvers-Central                                                        | 45xx                 | M6, AM75), (AM08)                   | NC                 | Ne circule pas le week-end. Remplacé par les IC-31 |
| IC-06 IC-06A | Tournai - Ath - Enghien - Bruxelles-Midi - Bruxelles-Aéroport-Zaventem - Bruxelles-Midi - Braine-le-Comte - Mons                | 19xx 37xx            | AM96, M6, (AM80), (AM08)            |                    | Une fois arrivés à Bruxelles-Aéroport-Zaventem, les trains en provenance de Tournai repartent vers Mons et vice-versa. |
| IC-07        | Charleroi-Central - Nivelles - Bruxelles-Midi - Malines - Anvers-Central - Essen                                                | 20xx                 | (AM75), (AM08), (M4), M6            | NC                 | Renforce l'IC-05 en semaine afin d'offrir un cadencement à la demi-heure. Ne circule pas le week-end. Remplacé par les IC-31 |
| IC-08        | Anvers-Central - Malines - Bruxelles-Aéroport-Zaventem - Louvain - Hasselt / Tongres                                            | 26xx                 | AM80, AM08, AM96                    |                    | Le week-end (entre Louvain et Hasselt), un train toutes les deux heures seulement. |
| IC-09        | Anvers-Central - Lierre - Aarschot - Louvain                                                                                    | 29xx                 | AM80, AM08                          |                    | Le week-end, circule entre Anvers-Central et Liège-Guillemins via Hasselt et Tongres sans desservir Louvain |
| IC-10        | Anvers-Central - Lierre - Herentals - Mol (découplage) - Hamont / Hasselt                                                       | 43xx → - 43xx - 44xx | AR41                                |                    | Le week-end, un train toutes les deux heures vers Hasselt. |
| IC-11        | Binche - La Louvière-Sud - Braine-le-Comte - Bruxelles-Midi - Malines - Turnhout                                                | 34xx                 | (AM08), AM66, AM75, M4, (M6)        |                    | Le week-end, circule uniquement entre Binche et Schaerbeek |
| IC-12        | (Ostende - Bruges -) Courtrai - Gand-Saint-Pierre - Bruxelles-Midi - Louvain - Liège-Guillemins - Welkenraedt                   | 4xx                  | M7, M6, I11, (AM08), (AM80), (AM96) | NC                 | Les 408 et 440 sont prolongés jusque Ostende. Un certain nombre de trains sont limités à Louvain (composés de I11) Ne circule pas le week-end. |
| IC-13        | Courtrai - Zottegem - Burst - Denderleeuw - Schaerbeek                                                                          | 51xx                 | M4, M5, M6, AM96                    | NC                 | Renforce l'IC-23 entre Courtrai et Bruxelles afin d'assurer une cadence à la demi-heure en semaine. Ne circule pas le week-end. |
| IC-14        | Quiévrain - Mons - Braine-le-Comte - Bruxelles-Midi - Louvain - Liège-Guillemins                                                | 17xx                 | M7Bmx+M7                            | NC                 | Ne circule pas le week-end |
| IC-15        | Anvers-Central - Lierre - Diest - Hasselt                                                                                       | 49xx                 | AM80, M4, (M6)                      | NC                 | Ne circule pas le week-end |
| IC-16 IC-34  | Bruxelles-Midi - Namur - Arlon - Luxembourg                                                                                     | 21xx 46xx            | AM96, (M4), M6, I10 et I11          |                    | Depuis la ré-électrification de la ligne 5 luxembourgeoise en 25 kV en 2018, le matériel monotension ne peut plus circuler au-delà d'Arlon. De ce fait, les heures où le service 21xx est assuré par du matériel monotension, un autre service (polytension) prend le relai entre Arlon et Luxembourg sous la désignation 46xx. |
| IC-17        | Bruxelles-Aéroport-Zaventem - Bruxelles-Luxembourg - Ottignies - Namur - Dinant                                                 | 25xx                 | AM08                                | AM08               | Une fois arrivés à Bruxelles-Aéroport-Zaventem, les IC 25xx repartent vers Charleroi-Central comme S19 40xx et vice-versa. Le week-end, départ de Bruxelles-Midi |
| IC-18        | Bruxelles-Midi - Bruxelles-Luxembourg - Ottignies - Namur - Huy - Liège-Guillemins - Liège-Saint-Lambert                        | 24xx                 | AM08, (AM96), M4, (M6)              | NC                 | Renforce l'IC-16 entre Bruxelles et Namur et l'IC 25 entre Namur et Liège afin d'assurer une cadence à la demi-heure en semaine. Ne circule pas le week-end. |
| IC-19        | Lille-Flandres - Tournai - Mons - Charleroi-Central - Namur                                                                     | 9xx 199xx            | AM96                                | AM96               | Le week-end, ne circule qu'entre Lille-Flandres et Tournai Remplacé par IC-25 sur le reste du parcours |
| IC-20        | Gand-Saint-Pierre - Alost - Bruxelles-Midi - Hasselt - Tongres                                                                  | 22xx                 | M7Bmx+M7, (M4), (AM80)              | AM08               | Le week-end, circule entre Gand-Saint-Pierre et Lokeren (remplace l'IC-26) |
| IC-21        | Gand-Saint-Pierre - Termonde - Malines - Louvain                                                                                | 41xx                 | AM08, (AM80)                        |                    | Circule uniquement entre Gand et Malines le week-end |
| IC-22        | Bruxelles-Midi - Malines - Anvers-Central                                                                                       | 33xx                 | AM66, AM75, AM08, (M4), M5, (M6)    | AM08               | Renforce les IC-05 et IC-07, mais avec un nombre plus important d'arrêts. |
| IC-23 IC-23A | Ostende - Bruges - Courtrai - Zottegem - Bruxelles-Midi - Bruxelles-Aéroport-Zaventem - Bruxelles-Midi - Gand - Bruges - Knokke | 23xx 28xx            | AM80, (M6), (AM08)                  |                    | Une fois arrivés à Bruxelles-Aéroport-Zaventem, les trains en provenance d'Ostende repartent vers Knokke et vice-versa. |
| IC-24        | Charleroi-Central - Fleurus - Court-Saint-Etienne - Ottignies - Wavre - Heverlee - Louvain                                      | 57xx                 | AM08                                | AM08               | |
| IC-25        | Mons - La Louvière-Sud- Charleroi-Central - Namur - Liège-Guillemins - Liège-Saint-Lambert                                      | 38xx                 | AM96, (AM08)                        |                    | Le week-end, prolongé jusque Liers et Mouscron (Remplace IC-19) |
| IC-26        | Courtrai - Tournai - Ath - Enghien - Bruxelles-Midi - Termonde - Lokeren - Saint-Nicolas                                        | 32xx                 | AM80, M6                            | NC                 | Renforce l'IC-06 entre Tournai et Bruxelles afin d'assurer une cadence à la demi-heure en semaine. Ne circule pas le week-end. |
| IC-28        | Anvers-Central - Saint-Nicolas - Gand - Lichtervelde - La Panne                                                                 | 30xx                 | AM08                                | NC                 | Circule uniquement entre La Panne et Gand durant les congés. Ne circule pas le week-end. |
| IC-29        | La Panne - Lichtervelde - Gand - Alost - Bruxelles-Midi - Bruxelles-Aéroport-Zaventem - Louvain - Landen                        | 36xx                 | AM80, AM96                          |                    | |
| IC-30        | Turnhout - Herentals - Lierre - Anvers-Central                                                                                  | 42xx                 | AM75, AM66, AM08, (M4), (M6)        |                    | |
| IC-31        | Bruxelles-Midi - Malines - Anvers-Central                                                                                       | 31xx                 | AM08, (M4), M5                      | M6                 | Le week-end, prolongé jusque Charleroi-Central (Remplace les IC-05 et IC-07) |
| IC-32        | Bruges - Lichtervelde - Courtrai                                                                                                | 8xx                  | AM08, (AM96)                        |                    | Quelques-uns prolongés jusque Ostende en semaine. Le week-end, un train toutes les 2 heures. |
| IC-33        | Liège-Guillemins - Gouvy - Luxembourg                                                                                           | 53xx                 | AM08                                | AM08               | |
| IC-35        | Bruxelles-Midi - Bruxelles-Aéroport-Zaventem - Anvers-Central - Schiphol - Amsterdam                                            | 92xx                 | ICR                                 | ICR                | |

| Relation     | Trajet | Série                | Matériel,                                             | Matériel,                                            | Remarques |
| Relation     | Trajet | Série                | Semaine                                               | Week-end                                             | Remarques |
| ------------ | --- | -------------------- | ----------------------------------------------------- | ---------------------------------------------------- | --- |
| IC-01        | Ostende - Bruxelles-Midi - Liège-Guillemins - Eupen                                                              | 5xx                  | M7 + i11 + i10 ou (M6 + i11)                          | M7 + i11 + i10 ou (M6 + i11)                         | Les IC 521, 522, 527 et 545 desservent davantage d'arrêts entre Louvain et Liège via la ligne 36. |
| IC-02        | Ostende - Bruges - Gand - Saint-Nicolas - Anvers-Central                                                         | 18xx                 | M6, AM80 et (AM96)                                    | M6                                                   | |
| IC-03        | Genk - Landen - Louvain - Bruxelles-Midi - Gand - Bruges - Blankenberge                                          | 15xx                 | M7Bmx + M7 ou M7Bmx + M6 ou (M7Bmx+M6+M7x) et (AM08)  | M7Bmx + M7 ou M7Bmx + M6 ou (M7Bmx+M6+M7x) et (AM80) | En semaine, seuls les IC 1505, 1512, 1513, 1528, 1529, 1530, 1531, 1538 et 1539 desservent Genk (heures de pointe), les autres sont limités à Hasselt. |
| IC-04        | Anvers-Central - Gand - Courtrai (scission) - Poperinge / Mouscron - Lille-Flandres                              | 7xx → - 7xx - 197xx  | AM96P                                                 | AM96P                                                | Les trains sont scindés à Courtrai : la partie avant continue vers Poperinge, le reste continue vers Lille. Dans l'autre sens, la partie venant de Poperinge est couplée derrière celle venant de Lille. |
| IC-05        | Charleroi-Central - Nivelles - Bruxelles-Midi - Malines - Anvers-Central                                         | 45xx                 | M6 et (AM75)                                          | NC                                                   | Ne circule pas le week-end. |
| IC-06 IC-06A | Tournai - Ath - Enghien - Bruxelles-Midi - Bruxelles-Aéroport-Zaventem - Bruxelles-Midi - Braine-le-Comte - Mons | 19xx 37xx            | M6, M4, AM96 et (AM08)                                | M6, M4, AM96 et (AM08)                               | Une fois arrivés à Bruxelles-Aéroport-Zaventem, les trains en provenance de Tournai repartent vers Mons et vice-versa. En semaine, l'IC 3706 est prolongé jusque Quévy. |
| IC-07        | Charleroi-Central - Nivelles - Bruxelles-Midi - Malines - Anvers-Central - Essen                                 | 20xx                 | M6                                                    | NC                                                   | Ne circule pas le week-end. |
| IC-08        | Anvers-Central - Malines - Bruxelles-Aéroport-Zaventem - Louvain - Hasselt                                       | 26xx                 | AM96M                                                 | AM80                                                 | En semaine, les IC 2615, 2616, 2628 et 2629 sont prolongés jusque Tongres. Le week-end, davantage d'arrêts sont desservis entre Louvain et Hasselt. |
| IC-09        | Anvers-Central - Lierre - Aarschot - Louvain                                                                     | 29xx                 | AM80 et (AM86)                                        | NC                                                   | Ne circule pas le week-end. |
| IC-10        | Anvers-Central - Lierre - Herentals - Mol (scission) - Hamont / Hasselt                                          | 43xx → - 43xx - 44xx | AR41, AM80 et (AM08)                                  | AM80 et AM08                                         | Les trains sont scindés à Mol. La partie avant continue vers Hamont, le reste continue vers Hasselt sauf le week-end, où la partie avant continue vers Hasselt et le reste continue vers Hamont. Dans l'autre sens, la partie venant de Hasselt est couplée derrière celle venant de Hamont. Le dimanche, la branche Hasselt est desservie toutes les 2 heures. |
| IC-11        | Binche - La Louvière-Sud - Braine-le-Comte - Bruxelles-Midi - Malines - Turnhout                                 | 34xx                 | M6 et AM75                                            | M6, AM08 et AM75                                     | Le week-end, circule uniquement entre Binche et Schaerbeek. |
| IC-12        | Courtrai - Gand - Bruxelles-Midi - Louvain - Liège-Guillemins - Welkenraedt                                      | 4xx                  | M6 ou (M6 + i11) ou (M7 + M6 + i11), (AM80) et (AM08) | NC                                                   | Les IC 408 et 440 sont prolongés jusque Ostende. Les IC 404, 408, 410, 418, 419, 427, 433, 436, 441 et 442 sont limités à Louvain. Ne circule pas le week-end. |
| IC-13        | Courtrai - Zottegem - Bruxelles-Midi - Schaerbeek                                                                | 51xx                 | M4, (M7Bmx+M4+M7x), (M5), (AM80) et (AM08)            | NC                                                   | Les IC 5114, 5115, 5129 et 5130 sont limités à Bruxelles-Midi. Ne circule pas le week-end. |
| IC-14        | Quiévrain - Mons - Braine-le-Comte - Bruxelles-Midi - Hasselt - Tongres                                          | 17xx                 | M7Bmx + M7 ou M7Bmx + M6 + M7x                        | NC                                                   | Ne circule pas le week-end. |
| IC-15        | Anvers-Central - Lierre - Diest - Hasselt                                                                        | 49xx                 | AM80                                                  | AM80                                                 | |
| IC-16 IC-34  | Bruxelles-Midi - Namur - Arlon - Luxembourg                                                                      | 21xx 46xx            | M7 + M6, (M7Bmx + M6 + M7Bmx) ou (M6) et (AM08)       | M7 + M6, (M7Bmx + M6 + M7Bmx) ou (M6) et (AM08)      | IC-34 désigne les quelques relations quotidiennes dites "IC+" desservant un nombre limité d'arrêts (Namur - Rochefort-Jemelle - Libramont - Arlon), héritières des anciens trains internationaux qui desservaient la ligne. Ce service a été suspendu dans le cadre des travaux de remise à niveau de la ligne 162. Depuis aout 2022 et la ré-électrification de la section Hatrival - frontière Luxembourgeoise en 25 kV, du matériel bitension est obligatoire pour assurer ces liaisons. Entre 2018 et 2022, suite à la conversion de la ligne 5 des CFL en 25 kV, le matériel monotension ne pouvait déjà plus circuler au-delà d'Arlon. Ceci imposant une rupture de Charge à Arlon lorsque le service 21xx était assuré par du matériel monotension (un autre matériel (polytension) prenant alors le relai entre Arlon et Luxembourg sous la désignation 46xx). |
| IC-17        | Bruxelles-Aéroport-Zaventem - Bruxelles-Luxembourg - Ottignies - Namur - Dinant                                  | 25xx                 | AM08                                                  | AM08                                                 | Le week-end, circule depuis Bruxelles-Midi au lieu de Bruxelles-Aéroport-Zaventem. |
| IC-18        | Bruxelles-Midi - Bruxelles-Luxembourg - Ottignies - Namur - Liège-Guillemins - Liège-Saint-Lambert               | 24xx                 | AM96M, M7Bmx + M7, (M4), (AM80) et (AM08)             | NC                                                   | Les IC 2407, 2408, 2435 et 2436 sont prolongés jusque Tournai. Ne circule pas le week-end. |
| IC-19        | Lille-Flandres - Tournai - Mons - Charleroi-Central - Namur                                                      | 9xx 199xx            | AM96P                                                 | AM96P                                                | En semaine, l'IC 905 est prolongé jusque Mouscron et les IC 906, 907, 937 et 938 le sont jusque Courtrai. Le week-end, ne circule qu'entre Lille-Flandres et Tournai. |
| IC-20        | Knokke - Gand - Bruxelles-Midi - Bruxelles-Aéroport-Zaventem - Louvain - Landen - Liège-Guillemins               | 28xx                 | M7Bmx + M7                                            | M7Bmx + M7 ou (M6)                                   | Le week-end, circule uniquement entre Knokke et Louvain. |
| IC-21        | Gand - Termonde - Malines - Louvain                                                                              | 41xx                 | AM80, (AM08) et (AM96)                                | AM08 et (AM80)                                       | Le week-end, circule uniquement entre Malines et Louvain. |
| IC-22        | Bruxelles-Midi - Malines - Anvers-Central                                                                        | 33xx                 | NC                                                    | M6 et AM08                                           | Ne circule pas en semaine. |
| IC-23 IC-23A | Ostende - Courtrai - Zottegem - Bruxelles-Midi - Bruxelles-Aéroport-Zaventem - Bruxelles-Midi - Alost - Gand     | 23xx 22xx            | AM80, M6 et (AM96)                                    | AM80 et M6                                           | Une fois arrivés à Bruxelles-Aéroport-Zaventem, les trains en provenance d'Ostende repartent vers Gand-Saint-Pierre et vice-versa. Les IC 2306 et 2342 en semaine et les IC 2305 et 2344 le week-end sont limités à Courtrai. |
| IC-24        | Charleroi-Central - Ottignies - Wavre - Louvain                                                                  | 57xx                 | AM08                                                  | AM08                                                 | |
| IC-25        | Mons - La Louvière-Sud - Charleroi-Central - Namur - Liège-Guillemins - Herstal                                  | 38xx                 | AM96 et (AM08)                                        | AM96                                                 | Le week-end, circule entre Mouscron et Liers. |
| IC-26        | Courtrai - Tournai - Ath - Enghien - Bruxelles-Midi - Termonde                                                   | 32xx                 | M7Bmx + M7, (AM08) et (AM96)                          | AM08                                                 | Le week-end, circule uniquement entre Bruxelles-Midi et Termonde. |
| IC-28        | Anvers-Central - Saint-Nicolas - Gand - Lichtervelde - La Panne                                                  | 30xx                 | AM96 et AM80                                          | NC                                                   | Ne circule pas le week-end. |
| IC-29        | Gand - Alost - Bruxelles-Midi - Louvain - Landen - Genk                                                          | 36xx                 | M7Bmx + M7 ou (M7Bmx+M6+M7x), (AM96) et (AM08)        | AM80 et AM96                                         | Le week-end, circule entre La Panne et Bruxelles-Nord. Le week-end, l'IC 3629 est prolongé jusque Louvain. |
| IC-30        | Turnhout - Herentals - Lierre - Anvers-Central                                                                   | 42xx                 | AM75, M6 et (AM08)                                    | AM75 et AM08                                         | Le week-end, davantage d'arrêts sont desservis entre Herentals et Lierre. |
| IC-31        | Bruxelles-Midi - Malines - Anvers-Central                                                                        | 31xx                 | M6 et (AM08)                                          | M6, AM08 et AM75                                     | En semaine, les IC 3107 et 3137 sont prolongés jusque Binche. Le week-end, circule jusque Charleroi-Central. |
| IC-32        | Bruges - Lichtervelde - Courtrai                                                                                 | 8xx                  | AM80 et (M6)                                          | AM80                                                 | En semaine, les IC 806, 807, 817, 818, 826, 827, 837 et 838 sont prolongés jusque Ostende. Le week-end, circule toutes les 2 heures. |
| IC-33        | Liège-Guillemins - Gouvy - Luxembourg                                                                            | 53xx                 | AM08P                                                 | AM08P                                                | Le week-end, prolongé jusque Liers et circule toutes les 2 heures. |
| IC-35        | Bruxelles-Midi - Bruxelles-Aéroport-Zaventem - Anvers-Central - Rotterdam-Central                                | 92xx                 | i11 et ICR                                            | i11 et ICR                                           | |